# カンボゾーラ
カンボゾーラ、カンボゾラ (Cambozola) またはブルー・ブリー (Blue Brie) はドイツで生産される、白かびチーズの特徴をもつブルーチーズ。名前はカマンベールチーズ(Camembert)とゴルゴンゾーラ(Gorgonzola)の合成語で、これは商標として登録されたものである。『チーズ図鑑』(2009) によれば、チーズの品種としてはブルー・ブリーという名称があげられており、大きいもののみを「カンボゾーラ」としている。大きいものは直径22.5cm、高さ5cmだが、小さいものでは 18cmｘ5cmのサイズもあり、こちらの重量は1300gほどである。
名称がイタリアのゴルゴンゾーラに似ているとして欧州司法裁判所に提訴され、似ているとの認定はなされたものの、販売差し止めなどの対処は行われなかった。
表面は白いカビに覆われており、内部は柔らかくアオカビが見られる。
生産開始は1970年代で、ブルーチーズではあるが味わいが「マイルド」ということで人気を得、輸出が増えた。白ワインやビールが合うとされる。